# 정희채
정희채(鄭熙彩, 1927년 9월 1일 ~ 2020년 1월 24일)는 대한민국의 교육인, 정치인이다. 제10·11대 국회의원, 문교부 차관, 서울시립대학교 총장 등을 지냈다. 본관은 경주.

## 학력
- 서울대학교 법과대학 법률학과 졸업
- 미국 펜실베니아 대학교 정치학 석사 및 박사

## 경력
- 미국 펜실베니아 대학교 정치학 교수
- 국립부산대학교 교수, 행정대학원장
- 고등고시사법과 시험위원
- 문교부 차관 겸임
- 서울시립대학교 총장
- 유네스코 한국위원회 사무총장
- 인제대학교 석좌교수
- 중국산동성 장보준 장군 기념탑비문 작성
- 한국서예협회 서울지부초대작가
- 전국서화예술인협회초대작가

## 가족 관계
- 슬하 : 정종규, 정미경, 정경규

## 역대 선거 결과
|  | 0% |

|  | 35.6% |